# The White Princess
The White Princess é uma minissérie de ficção histórica britânica-americana de 2017 para Starz, baseada no romance homônimo de Philippa Gregory em 2013 e, em menor medida, sua sequência The King's Curse. É uma continuação de The White Queen, uma minissérie produzida pela BBC em 2013 que adaptou três dos romances anteriores de Gregory. No Brasil teve sua estréia em 16 de abril de 2017, às 23 horas no canal de televisão a cabo Fox Premium.
Na minissérie de oito episódios, o casamento de Henrique VII de Inglaterra e Elizabeth de York efetivamente termina a Guerra das Rosas, unindo as casas de Lancaster e York. No entanto, sua inimizade e desconfiança mútua — assim como as tramas políticas de suas mães — ameaçam separar o casamento e o reino.

## Elenco e personagens

### Principal
- Jodie Comer como Elizabeth "Lizzie" de York, a rainha da Inglaterra
- Rebecca Benson como Margaret "Maggie" Plantagenet, prima paterna da rainha, irmã de Teddy
- Jacob Collins-Levy como Henrique VII, o rei da Inglaterra, marido de Elizabeth e primeiro monarca da Casa de Tudor
- Kenneth Cranham como bispo (posteriormente cardeal) John Morton, um confidente da mãe do rei
- Essie Davis como a rainha viúva Elizabeth Woodville, mãe da rainha
- Richard Dillane como Thomas Stanley, marido de Margaret Beaufort
- Anthony Flanagan como Francis Lovell, um apoiador Yorkista
- Patrick Gibson como Perkin Warbeck, um pretendente à coroa inglesa e marido de Cathy Gordon
- Caroline Goodall como  Cecily Neville, Duquesa de York, avó paterna da rainha
- Amy Manson como Catherine "Cathy" Gordon, esposa de Perkin Warbeck
- Adrian Rawlins como John de la Pole, Duque de Suffolk, marido de Eliza de la Pole
- Vincent Regan como Jasper Tudor, o tio do rei
- Suki Waterhouse como a princesa Cecily de York, a irmã da rainha
- Joanne Whalley como Margaret de York, tia paterna da rainha
- Andrew Whipp como Sir Richard Pole, marido de Maggie Plantagenet
- Michelle Fairley como  Margaret Beaufort, a mãe do rei

### Recorrente
- Nicholas Audsley como Lord Strange
- Rhys Connah (criança) e Albert de Jongh (adolescente) como Edward "Teddy" Plantagenet, Conde de Warwick, primo da rainha, irmão de Maggie
- Heidi Ely como a princesa Bridget de York, a irmã da rainha
- Oliver Hembrough como John de la Pole, Conde de Lincoln, filho do Duque de Suffolk
- Rosie Knightley como a princesa Anne de York, a irmã da rainha
- Ava Masters como a princesa Catherine de York, a irmã da rainha
- Rollo Skinner como Ned, um garoto estável
- Susie Trayling como Elizabeth "Eliza" de la Pole, Duquesa de Suffolk, tia paterna da Rainha
- Guy Williams como William Stanley, irmão de Lord Thomas
- Iain Batchelor como Maximiliano I, Sacro Imperador Romano
- Dorian Grover como Philip
- Zazie Hayhurst como Rettie
- Billy Barratt como Arthur, Príncipe de Gales, o primeiro filho do rei
- Woody Norman como o príncipe Henry, o segundo filho do rei
- Philip Arditti como Rodrigo de Puebla, o embaixador espanhol

### Convidado
- Rossy de Palma como Isabella I de Castela, a Rainha de Castela
- Ned Elliott como o príncipe Richard, Duque de York, irmão da rainha
- Luc Webb como o príncipe Edward, Príncipe de Gales, irmão da rainha
- Derek Frood como o prefeito de York
- Kitty Smith como Ruth
- Emmanuelle Bouaziz como Mary, Duquesa da Borgonha
- Max True como Lambert Simnel
- Nia Roberts como Catherine "Kate" Woodville, Duquesa de Buckingham
- Norman Arthur Eshley como o Abade
- Marc Danbury como o padre
- Juan Echenique como Fernando II de Aragão, o rei de Aragão
- Nicholas Gecks como o Padre Wimborne
- Alex Sawyer como Kofi, Novice Monk
- Mark Edel-Hunt como Thomas Wolsey
- Alasdair McLaughlin como Noah Luff

## Episódios
| N.º | Título                                                           | Dirigido por   | Escrito por                    | Exibição original   | Audiência (milhões) |
| --- | ---------------------------------------------------------------- | -------------- | ------------------------------ | ------------------- | ------------------- |
| 1 | "In Bed With The Enemy" "Na Cama com o Inimigo"                  | Jamie Payne    | Emma Frost                     | 16 de abril de 2017 | 0.633               |
| 22 de agosto de 1485 - 18 de janeiro de 1486: Chegando triunfalmente a Londres depois de derrotar Ricardo III na Batalha de Bosworth, o novo rei Henrique Tudor é obrigado a se casar com a princesa Elizabeth de York - a quem ele despreza devido ao seu suposto caso com Richard - para unir as casas de Lancaster e York. Lizzie também odeia Henrique, ainda mais quando ele insiste em engravidá-la antes de se comprometer a se casar com ela. Reconhecendo a influência sobre Henrique que sua nova gravidez lhe dá, Lizzie decide desempenhar o papel de esposa obediente enquanto ela e sua mãe, a ex-rainha consorte Elizabeth Woodville, tramam contra os Tudor. |                                                                  |                |                                |                     |                     |
| 2 | "Hearts and Minds" "Corações e Cabeças"                          | Jamie Payne    | Emma Frost                     | 23 de abril de 2017 | 0.712               |
| 1486: Henrique embarca em uma excursão pelo reino para afirmar sua soberania. Planejando acompanhá-lo para reunir secretamente os apoiadores de York, a mãe de Lizzie, Elizabeth, é neutralizada pela própria mãe de Henrique, Margaret Beaufort, e trancada no Palácio de Westminster. Henrique sobrevive a uma tentativa de assassinato do yorkista Francis Lovell, mas suspeita do envolvimento de Lizzie; ela o reconhece como obra de sua mãe e denuncia qualquer intenção de realmente matar Henrique. Na sua ausência, Lizzie ganha o favor do povo ao apreender fundos do Tesouro Real para ajudar aqueles ameaçados pela doença do suor. Embora ela não consiga convencer Henrique a libertar seu jovem primo Teddy Plantagenet da Torre de Londres, Lizzie reforça o crescente apego de Henrique a ela.                                                                              |                                                                  |                |                                |                     |                     |
| 3 | "Burgundy" "Borgonha"                                            | Jamie Payne    | Emma Frost                     | 30 de abril de 2017 | 0.784               |
| Setembro de 1486: Lizzie dá à luz o príncipe Arthur e encontra um terreno comum com Henry. Jasper Tudor visita Margaret da Borgonha em busca de uma aliança, mas as negociações de paz são subitamente abortadas por um incidente na corte da Borgonha. Enquanto isso, a mãe de Lizzie, Elizabeth, é exilada na Abadia de Bermondsey. |                                                                  |                |                                |                     |                     |
| 4 | "The Pretender" "O Dissimulado"                                  | Alex Kalymnios | Sarah Dollard & Emma Frost     | 7 de maio de 2017   | 0.845               |
| 1487: Enquanto os planos são feitos para casar com segurança as princesas de York com os leais a Tudor, Margaret da Borgonha levanta um exército atrás de um menino camponês que ela declarou ser Teddy Plantagenet. Lizzie convence Henry a libertar o verdadeiro Teddy da Torre e fazer uma exibição pública de que ele está feliz com os Tudors. Margaret Beaufort, a mãe do rei, organiza um distúrbio que envia Teddy de volta à Torre como uma ameaça ao governo de Henrique. Henrique derrota as forças do pretendente e mostra misericórdia ao menino. Embora Margaret declare a rainha viúva Elizabeth cúmplice na conspiração, Henrique se recusa a executar a mãe de sua esposa. |                                                                  |                |                                |                     |                     |
| 5 | "Traitors" "Traidores"                                           | Alex Kalymnios | Loren McLaughlan & Amy Roberts | 14 de maio de 2017  | 0.951               |
| 1492-1495: Margaret da Borgonha está reunindo o apoio europeu em torno de um menino que ela reconhece como o verdadeiro herdeiro do trono inglês, o irmão de Lizzie, Richard Plantagenet, o Duque de York. Henrique envia a prima de Lizzie, Maggie, agora Lady Pole, para provar que o menino é um impostor. Henrique e Lizzie nomeiam seu próprio filho Henry como Duque de York, mas a mãe de Lizzie, a rainha viúva, interrompe a cerimônia com um pronunciamento de que seu filho, o legítimo rei da Inglaterra, está vivo na Borgonha. Embora parcialmente convencida da autenticidade de Richard, Maggie o declara um impostor quando questionada por Henrique. Jasper descobre que Margaret Beaufort, a Mãe do Rei, ordenou o assassinato dos Príncipes na Torre e fica indignado; para preservar seu segredo, Margaret sufoca um Jasper doente até a morte enquanto ele está na cama. |                                                                  |                |                                |                     |                     |
| 6 | "English Blood on English Soil" "Sangue Inglês em Terra Inglasa" | Alex Kalymnios | Emma Frost & Alice Nutter      | 21 de maio de 2017  | 0.792               |
| 1496: William Stanley é executado por seu apoio ao pretendente Perkin Warbeck, que - através de um casamento com a nobre escocesa Catherine Gordon - está ganhando o apoio da maioria dos reinos europeus, exceto da Espanha. Lizzie e Henrique viajam para a Espanha em busca de uma aliança, mas a rainha Isabella de Castela se recusa a ajudar o rei até que seus traidores sejam mortos. Após a morte da rainha viúva Elizabeth, Lizzie inspira os homens de Henrique a lutar contra o pretendente, que acaba encontrando refúgio em um mosteiro. Warbeck é mais tarde recuperado pela Mãe do Rei, que o arrasta para Londres enquanto aguarda o acerto de contas de Henrique. |                                                                  |                |                                |                     |                     |
| 7 | "Two Kings" "Dois Reis"                                          | Jamie Payne    | Emma Frost                     | 28 de maio de 2017  | 0.722               |
| 1496: Embora Warbeck, sua esposa e seu filho sejam prisioneiros de Henrique, ele se recusa a renunciar à sua reivindicação ao trono. Maggie se torna uma espiã improvável para sua tia, Margaret da Borgonha. Lizzie está convencida de que Warbeck é seu irmão, mas sabe que sua existência ameaça seu marido e filhos. Ela inicia um incêndio no Palácio de Westminster para permitir que ele escape, mas ele se recusa. |                                                                  |                |                                |                     |                     |
| 8 | "Old Curses" "Velhas Maldições"                                  | Jamie Payne    | Sarah Phelps                   | 4 de junho de 2017  | 0.868               |
| Dezembro de 1496: Lizzie finalmente admite a Henrique que ela e sua mãe amaldiçoaram os assassinos de seus irmãos; se Henrique matar Warbeck - que ela acredita ser Richard - a maldição cairá em seus filhos. Lizzie oferece um impostor para ser executado no lugar de Warbeck, mas Margaret da Borgonha não se deixa enganar. Henrique quase estrangula sua mãe quando percebe que ela assassinou os príncipes na Torre, amaldiçoando sua linhagem. Com o ardil descoberto, Lizzie percebe que a única maneira de garantir a aliança com a Espanha e garantir o futuro de seus filhos é permitir que seu irmão e Teddy sejam executados. A Mãe do Rei comenta com uma furiosa Lizzie como elas duas são parecidas em suas atitudes. |                                                                  |                |                                |                     |                     |

## Produção

### Desenvolvimento
A minissérie de televisão de 10 episódios de 2013, The White Queen, adaptou os romances anteriores de Gregory, The White Queen (2009), The Red Queen (2010) e The Kingmaker's Daughter (2012). A minissérie foi transmitida pela BBC One no Reino Unido e Starz nos Estados Unidos, e apresenta Freya Mavor como a jovem Elizabeth de Yor. Apesar dos planos iniciais para uma segunda temporada, em 20 de agosto de 2013, a BBC anunciou que não estava encomendando uma, possivelmente devido à recepção morna que a série recebeu.
No entanto, em outubro de 2013, o The Telegraph informou que a Starz estava planejando desenvolver uma minissérie de sequela chamada The White Princess, baseada no romance de Gregory. O CEO da Starz, Chris Albrecht, anunciou em janeiro de 2014 que a rede estava trabalhando com a roteirista Emma Frost no projeto. Starz produziria a minissérie White Princess sem o envolvimento da BBC. Gregory confirmou que o projeto estava em andamento em agosto de 2015. Em 7 de fevereiro de 2016, Gregory anunciou no Facebook que a sequela foi oficialmente confirmada para estar em produção, com os scripts sendo escritos. A série foi confirmada como oito episódios em maio de 2016.

### Escolha do elenco
Jodie Comer foi escalada para o papel-título de Elizabeth de York em abril de 2016, com Michelle Fairley adicionada como Margaret Beaufort em maio. Em junho de 2016, a Starz anunciou a escalação de Essie Davis como a rainha viúva Elizabeth, Jacob Collins-Levy como Henrique VII, Suki Waterhouse como Cecily de York, Rebecca Benson como Margaret Plantagenet e Joanne Whalley como Margaret, Duquesa da Borgonha.

### Filmagens
As filmagens de The White Princess começou em junho de 2016, com locais incluindo Bradford on Avon, Bristol, Berkeley Castle, Gloucester Cathedral, Lacock, Catedral de Salisbury, de Wells.

## Recepção
A minissérie recebeu críticas geralmente favoráveis. No Rotten Tomatoes, tem um índice de aprovação de 76% com base em avaliações de 17 críticos, com uma classificação média de 6,95/10. O consenso dos críticos do site indicou que a série foi "bem atuada e animada por sua nova perspectiva" e "oferece intriga mais do que suficiente para satisfazer os fãs do drama da corte real britânica do período".  No Metacritic, a série recebeu uma pontuação 71 com base em comentários de 9 críticos.

## Sequência

### The Spanish Princess
Em 15 de março de 2018, a Starz anunciou que criaria uma continuação de The White Princess para ser intitulada The Spanish Princess, que seria baseada nos romances de Gregory, The Constant Princess (A Princesa Constante) e The King's Curse (A Maldição do Rei) com foco em Catarina de Aragão. A série estreou em 5 de maio de 2019 e ficou sendo exibida até 20 de novembro de 2020.